# 赤川元忠
赤川 元忠（あかがわ もとただ）は、戦国時代の武将。毛利氏の家臣。父は赤川吉忠。従兄弟には毛利氏重臣の赤川就秀、赤川元保、赤川元久らがいる。

## 生涯
毛利氏の譜代家臣である赤川吉忠の長男として生まれる。
明応3年（1494年）7月13日に父・吉忠が死去し、その後を継ぐ。
天文9年（1540年）10月11日、吉田郡山城の戦いの局地戦の一つである青山の戦いで尼子軍と戦って武功を挙げ、翌10月12日に毛利元就から感状を与えられた。
永禄5年（1562年）10月13日、門司城の戦いに警固衆（水軍）の一員として従軍した嫡男の赤川元吉が豊前国企救郡内裏における大友軍との合戦において冷泉元豊と共に戦死した。
同年10月27日に毛利隆元は元忠に見舞いの書状を送り、嫡男・元吉の戦死を伝えると共に銅銭500疋を与えている。
嫡男・元吉の戦死に伴い、元吉の子である赤川元継が後を継いだが、元吉の戦死から半年後の永禄6年（1563年）4月10日に元忠も死去した。